# Симерија Веке (Хунедоара)
Симерија Веке (рум. Simeria Veche) насеље је у Румунији у округу Хунедоара у општини Симерија. Oпштина се налази на надморској висини од 209 m.

## Становништво
Према подацима из 2002. године у насељу је живело 457 становника, од којих су сви румунске националности.